# Alfhausen
Alfhausen ist eine Mitgliedsgemeinde der Samtgemeinde Bersenbrück im Landkreis Osnabrück, Niedersachsen.

## Geografie

### Lage
Alfhausen liegt etwa 27 km (Luftlinie) nördlich von Osnabrück zwischen den Südost-Ausläufern der Ankumer Höhe im Westen und dem Alfsee im Südosten. Eine schnelle Erreichbarkeit wird auch durch den nur ca. 10 km entfernten Autobahnanschluss Neuenkirchen-Vörden der Bundesautobahn 1 gegeben. Alfhausen liegt direkt an der Bundesstraße 68 zwischen Bersenbrück im Norden und Bramsche/Hesepe im Süden.

### Geologie
Unter dem Gemeindegebiet erstreckt sich die Menslage-Alfhausen-Lembruch-Senke, in welcher sich während des Erdzeitalters des Oberjura Salzablagerungen gebildet hatten. Diese Salzablagerungen formten sich bei Alfhausen durch Halokinese zum 58 km² großen Salzkissen Bersenbrück (Alfhausen).

### Fließgewässer
Hase

Der Fluss Hase fließt durch die östlichen Bereiche der Gemeinde Alfhausen. Hier ist die Hase zunächst noch in die Arme Tiefe Hase und Hohe Hase aufgeteilt. Diese sind am Verteilerbauwerk in Bramsche-Sögeln entstanden und vereinigen sich nach einigen Flusskilometern wieder an der östlichen Gemeindegrenze. Ebenfalls am Verteilerbauwerk zweigt der Zuleiter zum Alfsee ab, welcher nach dem Alfsee als Durchleiter das Reservebecken Alfhausen-Rieste passiert und nach Verlassen des Reservebeckens den Namen Ableiter bekommt.
Ueffelner Aue

Die Ueffelner Aue beginnt in Ueffeln zwischen den Ankumer Bergen und dem Höhenzug des Gehn. Im Süden der Gemeinde ist sie Grenzfluss zwischen Alfhausen und Bramsche. An der Dreihausbrücke des Zuleiters zum Alfsee folgt die Aue der Bahnstrecke Oldenburg–Osnabrück bis zum Nordrand des Alfsees. Nach Unterquerung der Bahnstrecke begleitet sie den Deich des Reservebeckens bis zum Ableiter.
Nonnenbach

Der in Bramsche entstehende Nonnenbach mündet in Heeke in die Hase.

### Klima
|                        | Jan   | Feb   | Mär   | Apr  | Mai  | Jun  | Jul  | Aug  | Sep  | Okt  | Nov   | Dez   |   |       |
| Mittl. Temperatur (°C) | 1,7   | 2,0   | 4,8   | 8,9  | 13,2 | 15,8 | 17,9 | 17,5 | 13,9 | 9,9  | 5,8   | 2,7   | ⌀ | 9,5   |
| Mittl. Tagesmax. (°C)  | 4,0   | 5,0   | 8,8   | 13,9 | 18,3 | 20,6 | 23,1 | 22,8 | 18,8 | 13,9 | 8,5   | 4,7   | ⌀ | 13,6  |
| Rekordmaximum (°C)     | 15,0  | 18,5  | 24,0  | 30,4 | 31,6 | 35,5 | 39,2 | 36,8 | 32,6 | 26,8 | 20,2  | 15,6  | ᐃ | 39,2  |
| Mittl. Tagesmin. (°C)  | −0,9  | −0,9  | 1,1   | 3,9  | 7,8  | 10,5 | 12,7 | 12,6 | 9,8  | 6,3  | 3,0   | 0,3   | ⌀ | 5,6   |
| Rekordminimum (°C)     | −25,2 | −20,4 | −18,0 | −6,6 | −4,0 | −1,1 | 0,6  | 1,0  | −2,0 | −6,2 | −14,5 | −18,5 | ᐁ | −25,2 |
|                        |       |       |       |      |      |      |      |      |      |      |       |       |   |       |
| Niederschlag (mm)      | 73,8  | 53,2  | 60,0  | 49,7 | 58,0 | 73,3 | 77,2 | 74,0 | 71,1 | 76,3 | 73,5  | 82,3  | Σ | 822,4 |

| −0,9 |

| −0,9 |

| 1,1 |

| 3,9 |

| 7,8 |

| 10,5 |

| 12,7 |

| 12,6 |

| 9,8 |

| 6,3 |

| 3,0 |

| 0,3 |

| −0,9 |

| −0,9 |

| 1,1 |

| 3,9 |

| 7,8 |

| 10,5 |

| 12,7 |

| 12,6 |

| 9,8 |

| 6,3 |

| 3,0 |

| 0,3 |

Klimadiagramm Alfhausen

Gemäßigtes Seeklima beeinflusst durch feuchte Nordwestwinde von der Nordsee. Im langjährigen Mittel erreicht die Lufttemperatur in Alfhausen 8,5–9,0 °C und es fallen ca. 800 mm Niederschlag. Zwischen Mai und August kann mit durchschnittlich 20–25 Sommertagen (klimatologische Bezeichnung für Tage, an denen die Maximaltemperatur 25 °C übersteigt) gerechnet werden. Die Niederschläge liegen im mittleren Drittel der in Deutschland erfassten Werte. An 51 % der Messstationen des Deutschen Wetterdienstes werden niedrigere Werte registriert. Der trockenste Monate ist der April, die meisten Niederschläge fallen im Dezember. Im Juni fallen 1,6 mal mehr Niederschläge als im Februar. Die Niederschläge variieren kaum und sind sehr gleichmäßig übers Jahr verteilt. An nur 7 % der Messstationen werden niedrigere jahreszeitliche Schwankungen registriert.

### Wetterstation

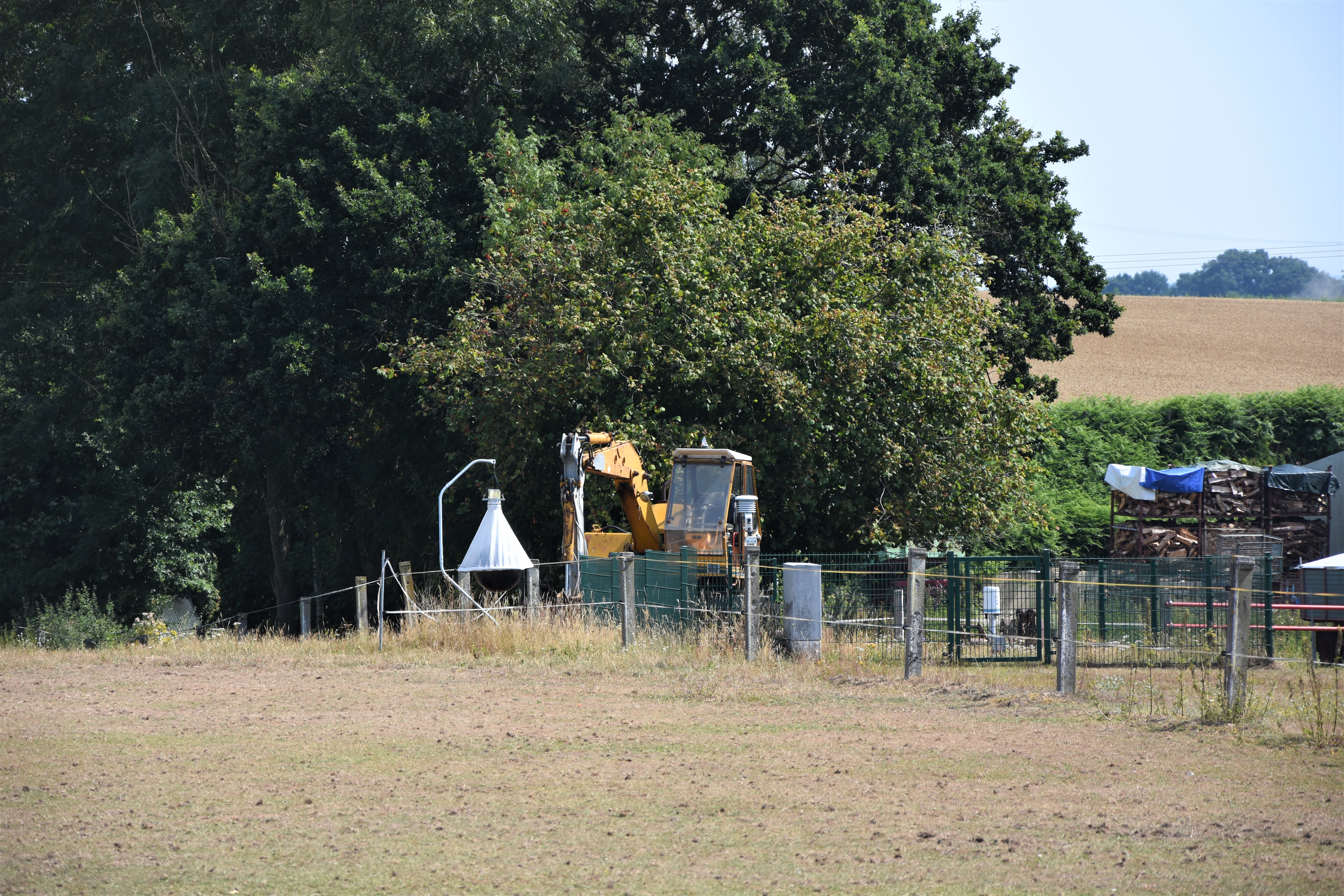
Wetterstation Alfhausen am Morgen des 25. Juli 2019

Alfhausen hat seit dem 15. April 1949 eine Messstation des Deutschen Wetterdienstes. Die Station mit der Kennnummer 00078 befindet sich auf einer Höhe von 65 Metern über Normalhöhennull und misst verschiedene Wetterparameter. Bis 2004 war die Station an der Hauptstraße im Dorf, bevor sie nach Thiene verlagert und automatisiert wurde.

Extremwerte

Die höchste bisher an der Wetterstation gemessene Temperatur wurde am selben Tag ermittelt wie der deutsche Temperaturrekord der Wetterstation Lingen. Am 25. Juli 2019 sorgte das Hoch Yvonne für einen Temperaturrekord von 39,2 °C. Der vorherige Temperaturrekord wurde am 19. August 2012 mit 36,8 °C aufgestellt.
- Höchste bisher gemessene Temperatur am 25. Juli 2019: 39,2 °C
- Tiefste bisher gemessene Temperatur am 8. Januar 1985: −25,2 °C[8][9]

### Gemeindegliederung

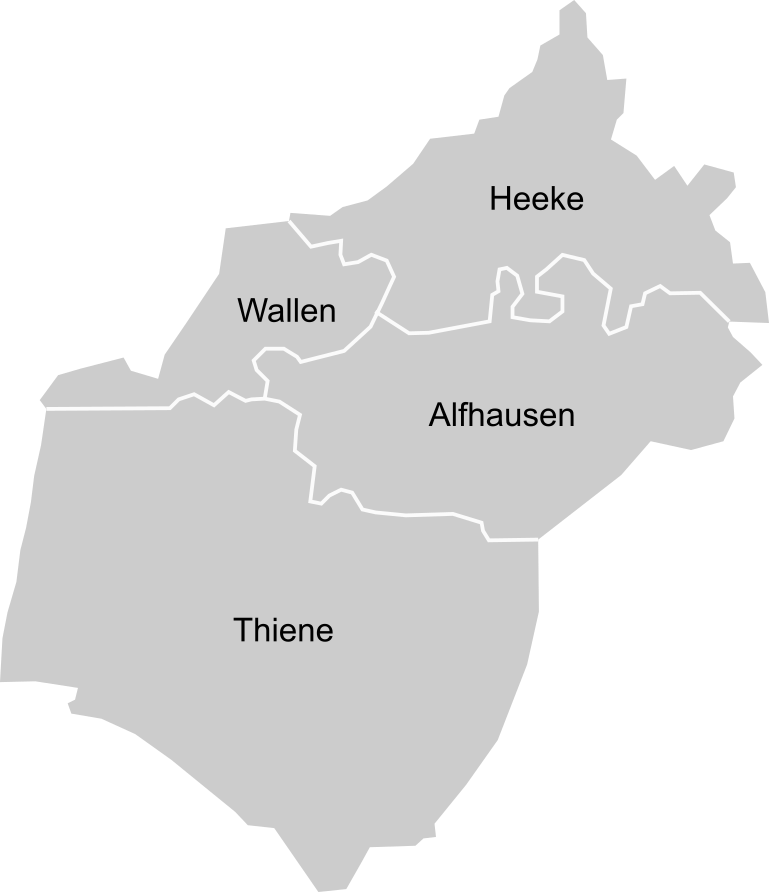
Ortsteile Alfhausen

Die Gemeinde Alfhausen besteht aus vier Ortsteilen
| Ortsteil  | Größe in km² |
| --------- | ------------ |
| Alfhausen | 8,28         |
| Heeke     | 8,29         |
| Thiene    | 19,25        |
| Wallen    | 3,50         |

### Flächennutzung
Die 39,33 km² große Gemeinde Alfhausen teilt sich in folgende Flächennutzungen auf(Stand 31. Dezember 2016):
| Nutzungsart           | Fläche in km² |
| --------------------- | ------------- |
| Bodenfläche insgesamt | 39,33         |
| Siedlungsfläche       | 2,54          |
| Verkehrsfläche        | 2,18          |
| Landwirtschaft        | 25,63         |
| Wald                  | 5,77          |
| Unland                | 0,08          |
| Gewässerfläche        | 2,82          |

### Nachbargemeinden
Alfhausen grenzt im Nordwesten an Ankum, nördlich an die Stadt Bersenbrück und im Osten an Rieste. Diese Orte sind ebenso wie Alfhausen Mitglied in der Samtgemeinde Bersenbrück.
Südlich schließt sich der Bramscher Stadtteil Hesepe an, im Westen die ebenfalls zu Bramsche gehörenden Ortschaften Ueffeln und Balkum.
| Ankum 7 km | Bersenbrück 6 km                            |             |
|            | Kompassrose, die auf Nachbargemeinden zeigt | Rieste 5 km |
|            | Bramsche 10 km                              |             |

## Geschichte
Das im 19. Jahrhundert zerstörte Großsteingrab Wallen, welches auch Heidenaltar genannt wurde, zeugte von der Besiedlung des Ortsgebietes während der Jungsteinzeit. Mit dem Großsteingrab Woltrup-Wehbergen befand sich ein weiteres Großsteingrab im Grenzbereich zu Bersenbrück, auch dieses Großsteingrab wurde im 19. Jahrhundert zerstört.
Das wehrhafte Kirchdorf Alfhausen „im sagenumwobenen Giersfeld, zu Füßen des Heiligenberges“ (104,3 m) wurde 977 erstmals in einer Urkunde des Kaisers Otto II. vom 29. Oktober 977 als Alfhuson erwähnt.
Wappen
Auf silbernem Grund zeigt das Wappen der Gemeinde Alfhausen einen sechszackigen roten Stern unter einem Turnierkragen.
Herkunft
Der Zusammenschluss der ehemaligen selbstständigen Gemeinden Alfhausen, Heeke, Thiene und Wallen zur Einheitsgemeinde Alfhausen ist im Jahre 1971 erfolgt. Das Gemeindewappen entspricht dem ehemaligen Wappen der Herren von Bruchhausen und wurde 1985 verliehen.
Bedeutung
Unter Turnierkragen (englisch: label) versteht man ein Unterscheidungszeichen in Form einer aufgelegten Leiste. Auf Wappen wird er als sogenanntes Beizeichen verwendet. In England führt noch heute der Prince of Wales einen silbernen Turnierkragen im Wappen des Königshauses. Die Bedeutung des Sterns konnte nicht geklärt werden.

### Großer Sturm von 1703
Während des großen Sturmes von 1703 wurde die Turmspitze der Kirche am 8. Dezember umgerissen. Die Turmspitze stürzte auf das Kirchenschiff und durchschlug teilweise das Gewölbe, sodass auch der Hochaltar in Mitleidenschaft gezogen wurde. Der Wiederaufbau des Turmes und die Instandsetzung der Kirche erforderte große Mühen der Gemeinde.

### Erdbeben von 1770
Am 3. September 1770 wurde der Ort von einem für norddeutsche Verhältnisse sehr starken Erdbeben getroffen.
Eine erste wissenschaftliche Erwähnung erfolgte 1940 von August Heinrich Sieberg. Eine Abschätzung der Maximalintensität wurde 1970 von Ludwig Ahorner mit VII auf der Medwedew-Sponheuer-Kárník-Skala durchgeführt. So ist dieses Erdbeben das stärkste, welches in Norddeutschland bislang bekannt geworden ist.

### Dorfbrand 1775
Im Jahr 1775 am 19. Oktober ereignete sich in Alfhausen ein großer Dorfbrand, bei dem mehrere Häuser und Speicher ein Raub der Flammen wurden.
Auch eine Frau starb in den Flammen. So sollen fünf Speicher der Kirchhöfnerei abgebrannt sein, was der Kirchhöfnerei ihr heutiges Aussehen gab.

### Windhose 1934
Am Nachmittag des 19. September 1934 brachte der Durchzug eines Tornado im Ortsteil Thiene großen Schaden an Bäumen, Telegrafenleitungen und auch Häusern. Die Reichsstraße 68 war für längere Zeit unpassierbar.

### Einsatzhafen Hesepe
Im Zweiten Weltkrieg war im Grenzbereich des damals noch selbstständigen Ortsteils Thiene zum Nachbarort Hesepe der Einsatzhafen „Holstentor“ Hesepe der deutschen Luftwaffe angesiedelt. Der Baubeginn der drei Landebahnen war 1938. Nach dem Krieg wurde das Gelände zum Teil aufgeforstet oder landwirtschaftlich genutzt.

### Kriegsende 1945
Nachdem am Vormittag des 10. April die Stadt Bramsche kampflos an die vorrückenden britischen Streitkräfte gefallen war, stießen diese weiter in Richtung Alfhausen vor.
Südlich des Ortsrandes wurde der Vormarsch des 5. Highland Light Infantry und des 52. Aufklärungsregiments durch deutsche Offiziersanwärter des Regiments Poeschmann (Reserve der Division Großdeutschland) aufgehalten. Durch das erwiderte Panzerfeuer der begleitenden 4. Armoured Brigade wurden mehrere Häuser in Brand geschossen. Besonders im Rühenhook wurden zahlreiche Häuser zerstört. Der in Brand geratene Kirchturm wurde von der Feuerwehr und britischen Soldaten gelöscht.
Wallen wurde am gleichen Tag, Heeke am Folgetag kampflos besetzt.

### Eingemeindungen
Am 1. Februar 1971 wurden die Gemeinden Heeke, Thiene und Wallen eingegliedert. Sowohl Alfhausen als auch die Ortsteile gehörten bis zum 30. Juni 1972 dem Landkreis Bersenbrück an.

### Unwetterkatastrophe vom 16./17. August 1974
In der Nacht vom 16. auf den 17. August 1974 wurden Alfhausen und die benachbarten Gemeinden von einem achtstündigen Dauergewitter heimgesucht. Dabei fielen Hagelkörner bis zu einer Größe von Billardkugeln und richteten Schäden in Millionenhöhe an.

### Umbau des Ortskerns

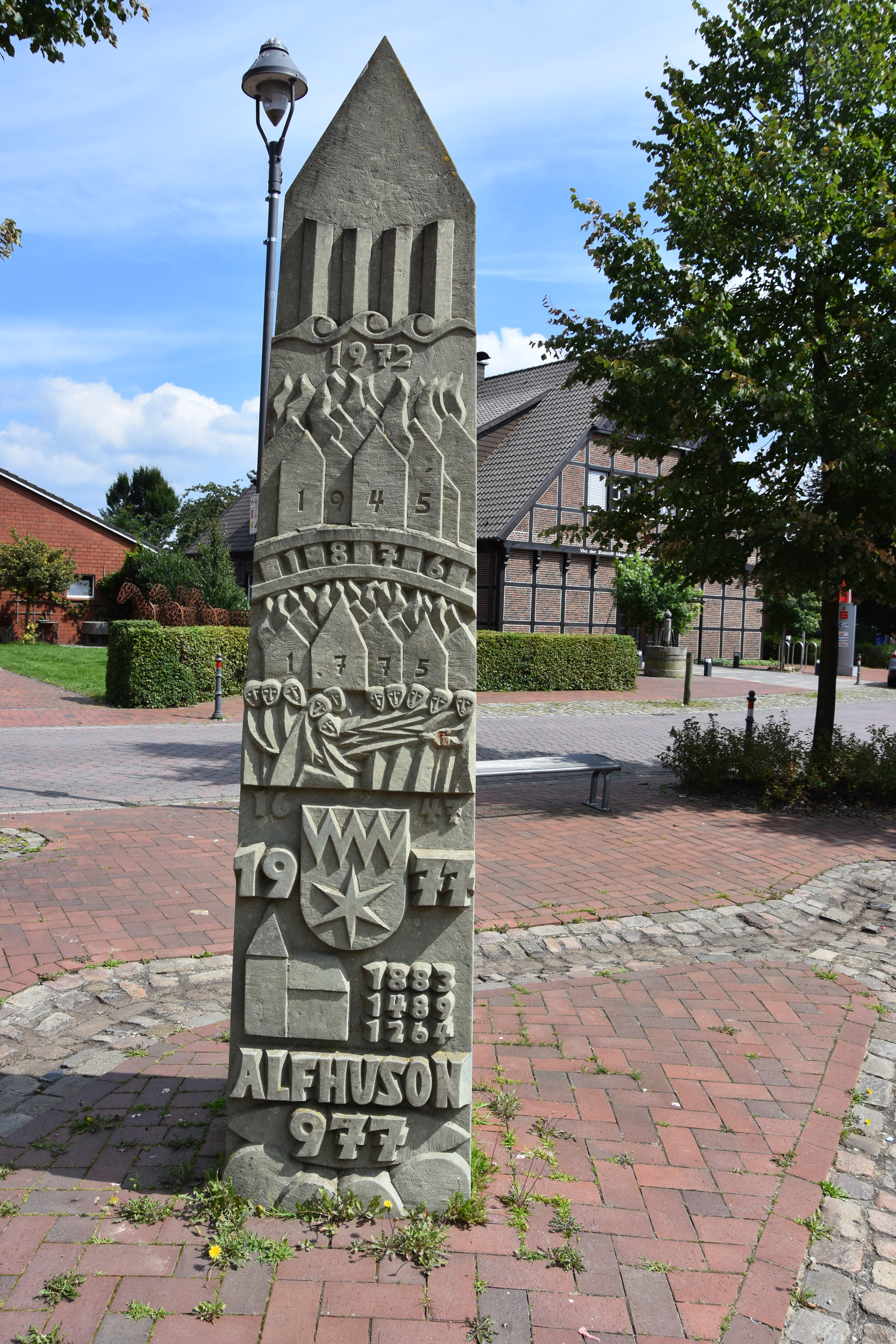
Am Dorfbrunnen auf der Hauptstraße sind wichtige Ereignisse der Dorfgeschichte dargestellt

Nachdem die Bundesstraße 68 schon in den 50er Jahren aus dem Ortskern auf eine Umgehungsstraße gelegt wurde, verlief die Ankumer Straße noch lange durch das Ortszentrum, welches dadurch Autogerecht ausgebaut war. 2004 wurde die Hauptstraße schließlich zurückgebaut und verkehrsberuhigt. Das zur 1000-Jahr-Feier gestaltete Denkmal konnte nun zentral am Dorfplatz aufgestellt und um einen Brunnen erweitert werden. Der modernisierte Ortskern wurde am 28. August 2004 vom Alfhausener Bürgermeister Klaus Wübbolding und dem Amtskollegen aus der Partnergemeinde La Meignanne, Marcel Maugeais eingeweiht.

### Einwohnerentwicklung

Bevölkerungsentwicklung in Alfhausen seit 1987

Die folgende Übersicht zeigt die Einwohnerzahlen von Alfhausen im jeweiligen Gebietsstand und jeweils am 31. Dezember.
Bei den Zahlen handelt es sich um Fortschreibungen des Landesbetriebs für Statistik und Kommunikationstechnologie Niedersachsen auf der Basis der Volkszählung vom 25. Mai 1987.
Die Angaben zu 1885, 1925, 1933 und 1939 beziehen sich nur auf die Gemeinde Alfhausen ohne spätere Eingemeindungen.
Bei den Angaben aus den Jahren 1961 (6. Juni) und 1970 (27. Mai) handelt es sich um die Volkszählungsergebnisse einschließlich der Orte, die am 1. Februar 1971 eingegliedert wurden.
| Datum | Einwohner |
| ----- | --------- |
| 1885  | 594       |
| 1925  | 694       |
| 1933  | 758       |
| 1939  | 760       |

| Datum | Einwohner |
| ----- | --------- |
| 1961  | 2592      |
| 1970  | 2524      |
| 1987  | 2471      |
| 1990  | 2551      |

| Datum | Einwohner |
| ----- | --------- |
| 1995  | 3512      |
| 2000  | 3535      |
| 2005  | 3807      |
| 2010  | 3801      |

| Datum | Einwohner |
| ----- | --------- |
| 2011  | 3800      |
| 2015  | 3910      |
| 2016  | 3895      |
| 2017  | 3899      |

| Datum | Einwohner |
| ----- | --------- |
| 2018  | 3921      |
| 2019  | 4012      |

### Namensdeutung
Der altsächsische Ortsname Alfhuson ist vermutlich von einem der zahlreichen mit „Alf“ beginnenden Rufnamen abgeleitet (es gab auch einen Kurznamen Alf). Alfhausen würde somit bedeuten: Das Haus, in dem Alf wohnt. Es ist davon auszugehen, dass der Ort nach dem Haupthof der Umgebung benannt wurde, der einst einem Alf gehörte. Die Vermutung, dass Alf im Plattdeutschen die Zahl 11 bedeute und der Ortsname somit „Elf Häuser“, ist ortskundlich unhaltbar.

### Die Alkensage

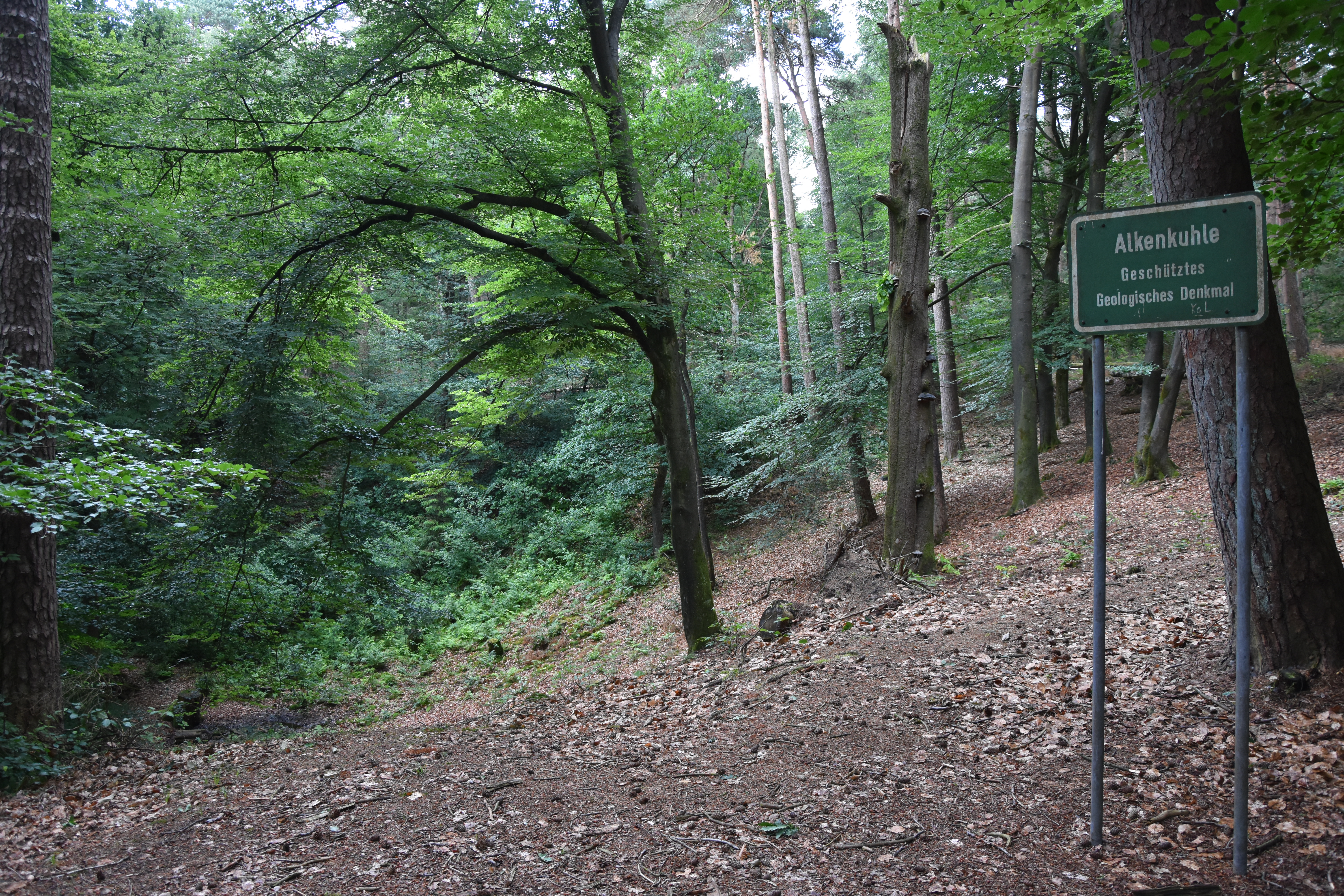
Die Alkenkuhle ist ein Geologisches Denkmal (Geotop)

In alter Zeit standen dort, wo jetzt das Dorf Alfhausen liegt, nur zwölf Häuser, deren Bewohner nach Merzen zur Kirche mussten. Eins von den Häusern lag weit ab in der Heide bei den alten Hünengräbern auf dem Giersfeld. Es hieß „der Krug“, weil die Kirchleute sich bei einem Kruge Bier von ihrem langen Wege zu erholen pflegten. Der Wirt – Alke hieß er – dachte mehr an seinen Verdienst als an den lieben Gott. Er nötigte die Leute zum Trinken und sagte immer, sie kämen noch früh genug zur Messe. So kamen sie selten zur rechten Zeit. Endlich traf ihn Gottes Strafgericht. Als er wieder Kirchleute bei sich hatte, fluchte er, sein Haus sollte im Boden versinken, wenn sie nicht noch Zeit genug hätten. Da versank sein Haus und Hof und er mit ihnen.
An ihrer Stelle entstanden zwei tiefe Kuhlen, der „Alkenkrug“. Die Leute aber nannten die übrig gebliebenen elf Häuser Alfhausen, als wollten sie das untergegangene für immer aus ihrer Gemeinschaft ausschließen und bauten sich eine eigene Kirche. An der Stelle aber, wo der Wirt mit seinem Hause unterging, treibt Alke noch jetzt zur nächtlichen Stunde sein Unwesen. Wenn jemand dreimal um den Alkenkrug herumgeht und Alke mit seinem Namen ruft, dann kommt er als feuriges Rad und reißt ihn mit sich in den Abgrund.

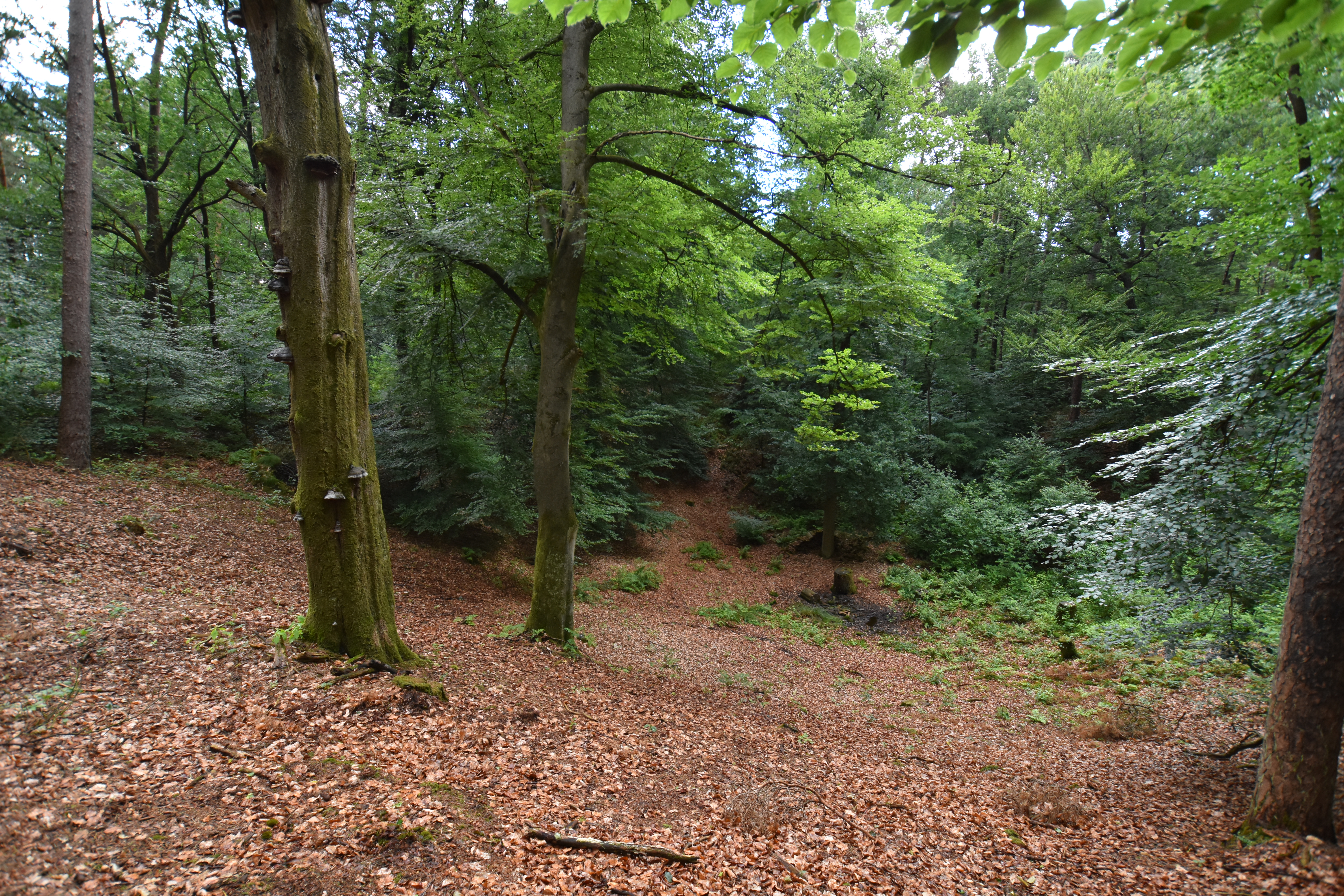
Blick in die Alkenkuhle

Als nun einst der Bauer Grumfeld mit etlichen Freunden beim Biere saß und sie darauf zu sprechen kamen, wer das beste und schnellste Pferd habe, da verschwor sich Grumfeld bei Donner, Wetter und schwerer Not, er wolle in der nächsten Nacht auf seinem Schimmel zum Alkenkrug reiten und Alke zum Wettstreit herausfordern. Die anderen nahmen ihn beim Wort und wetteten um neun Pfund Silber, dass er das nicht fertig bringe. Er nahm die Wette an und machte sich zum Ritt bereit. Er putzte sein Pferd, führte es zum Alkenkrug und zeigt ihm, was es in der Nacht zu tun habe. Das kluge Tier begriff alles und kam in schnellem Lauf mit seinem Herrn zurück. Der zeigt ihm, dass er das große Tor in der Nacht offen lasse wollte und gab ihm das Beste, was er hatte, zu fressen. Vor allem aber betete er dreimal in heiliger Andacht zum Vater, Sohn und heiligen Geist, dass sie ihm seine Sünden vergeben, seine Seele bewahren und ihn aus der Gefahr erretten möchten.
So kam Mitternacht heran; Grumfeld ritt zur Alkenkuhle, hart an ihren Rand. Es war eine stille, sternenklare Nacht. Kein Laut, nicht einmal ein Fuchs oder eine Eule ließen sich hören. Der Schimmel stand und rührte kein Glied. Grumfeld betet still vor sich hin. Da hörte er die zwölfte Stunde schlagen, erst von Ueffeln, dann von Merzen und zuletzt von Alfhausen. Beim letzten Schlag rief er mit lauter Stimme: „Alke, kumm! Geihst Du mit?“ Da antwortet eine Stimme in Grabeston: „Töf! Den eennen Schoh will ik noch antücken, den ännern anrücken, dann will ik die Düwel woll kriegen!“
In demselben Augenblick gab der Bauer seinem Pferde die Sporen, und in rasendem Lauf jagte das Tier dem Hofe zu, Alke als feuriges Rad hinterher. Näher und näher kam das feurige Ungetüm. Da setzte der Schimmel über die Tür auf die Diele, gerade in dem Augenblick, als es den Reiter packen wollte.
Grumfeld war gerettet und hatte seine Wette gewonnen, aber sein Pferd verloren. Es war tot zusammengebrochen. An der Herdstätte dankte Grumfeld seinem Herrgott und gelobte, ihn nicht wieder zu versuchen.
Das Wahrzeichen des glühenden Rades sah man am anderen Morgen am Türpfosten: Er war schwarz verkohlt.

## Religionen
Der Großteil der Bevölkerung ist römisch-katholisch. Jedoch finden sich auch andere Religionsgemeinschaften in dem Ort.

## Politik

### Gemeinderat
Der Gemeinderat hat gegenwärtig 15 Mitglieder. Dies ist die festgelegte Anzahl für eine Mitgliedsgemeinde einer Samtgemeinde mit einer Einwohnerzahl zwischen 3.001 und 5.000 Einwohnern. Die Ratsmitglieder werden durch eine Kommunalwahl für jeweils fünf Jahre gewählt. Die aktuelle Amtszeit begann am 1. November 2021 und endet am 31. Oktober 2026. Die folgende Tabelle zeigt die Kommunalwahlergebnisse seit 1996.
| Rat der Gemeinde Alfhausen: Wahlergebnisse und Gemeinderäte | Rat der Gemeinde Alfhausen: Wahlergebnisse und Gemeinderäte | Rat der Gemeinde Alfhausen: Wahlergebnisse und Gemeinderäte | Rat der Gemeinde Alfhausen: Wahlergebnisse und Gemeinderäte | Rat der Gemeinde Alfhausen: Wahlergebnisse und Gemeinderäte | Rat der Gemeinde Alfhausen: Wahlergebnisse und Gemeinderäte | Rat der Gemeinde Alfhausen: Wahlergebnisse und Gemeinderäte | Rat der Gemeinde Alfhausen: Wahlergebnisse und Gemeinderäte | Rat der Gemeinde Alfhausen: Wahlergebnisse und Gemeinderäte | Rat der Gemeinde Alfhausen: Wahlergebnisse und Gemeinderäte | Rat der Gemeinde Alfhausen: Wahlergebnisse und Gemeinderäte | Rat der Gemeinde Alfhausen: Wahlergebnisse und Gemeinderäte | Rat der Gemeinde Alfhausen: Wahlergebnisse und Gemeinderäte | Rat der Gemeinde Alfhausen: Wahlergebnisse und Gemeinderäte | Rat der Gemeinde Alfhausen: Wahlergebnisse und Gemeinderäte | Rat der Gemeinde Alfhausen: Wahlergebnisse und Gemeinderäte |
| | CDU                                                         | CDU                                                         | BLA 1                                                       | BLA 1                                                       | SPD                                                         | SPD                                                         | GRÜNE                                                       | GRÜNE                                                       | UWGA 2                                                      | UWGA 2                                                      | FDP                                                         | FDP                                                         | Gesamt                                                      | Gesamt                                                      | Wahl- beteiligung                                           |
| Wahlperiode | %                                                           | Mandate                                                     | %                                                           | Mandate                                                     | %                                                           | Mandate                                                     | %                                                           | Mandate                                                     | %                                                           | Mandate                                                     | %                                                           | Mandate                                                     | %                                                           | Gesamtanzahl der Sitze im Rat                               | %                                                           |
| --- | ----------------------------------------------------------- | ----------------------------------------------------------- | ----------------------------------------------------------- | ----------------------------------------------------------- | ----------------------------------------------------------- | ----------------------------------------------------------- | ----------------------------------------------------------- | ----------------------------------------------------------- | ----------------------------------------------------------- | ----------------------------------------------------------- | ----------------------------------------------------------- | ----------------------------------------------------------- | ----------------------------------------------------------- | ----------------------------------------------------------- | ----------------------------------------------------------- |
| 2021–2026 | 52,9                                                        | 9                                                           | 17,5                                                        | 2                                                           | 12,6                                                        | 2                                                           | 5,8                                                         | 1                                                           | 5,1                                                         | 1                                                           | —                                                           | —                                                           | 100                                                         | 15                                                          | 55,7                                                        |
| 2016–2021 | 63,0                                                        | 9                                                           | 18,5                                                        | 3                                                           | 15,0                                                        | 2                                                           | 3,5                                                         | 1                                                           | —                                                           | —                                                           | —                                                           | —                                                           | 100                                                         | 15                                                          | 54,6                                                        |
| 2011–2016 | 59,6                                                        | 9                                                           | 24,0                                                        | 3                                                           | 10,9                                                        | 2                                                           | 4,5                                                         | 1                                                           | —                                                           | —                                                           | 1,1                                                         | 0                                                           | 100                                                         | 15                                                          | 53,5                                                        |
| 2006–2011 | 62,8                                                        | 10                                                          | 25,6                                                        | 4                                                           | 7,7                                                         | 1                                                           | 1,8                                                         | 0                                                           | —                                                           | —                                                           | 2,1                                                         | 0                                                           | 100                                                         | 15                                                          | 54,1                                                        |
| 2001–2006 | 52,7                                                        | 8                                                           | 38,0                                                        | 6                                                           | 8,2                                                         | 1                                                           | 1,0                                                         | 0                                                           | —                                                           | —                                                           | —                                                           | —                                                           | 100                                                         | 15                                                          | 68,0                                                        |
| 1996–2001 | 59,2                                                        | 9                                                           | 27,5                                                        | 5                                                           | 10,6                                                        | 1                                                           | 2,7                                                         | 0                                                           | —                                                           | —                                                           | —                                                           | —                                                           | 100                                                         | 15                                                          | 78,4                                                        |
| Prozentanteile gerundet. Quellen: Landesbetrieb für Statistik und Kommunikationstechnologie Niedersachsen, Landkreis Osnabrück Bei unterschiedlichen Angaben in den genannten Quellen wurden die Daten des Landesbetrieb für Statistik und Kommunikationstechnologie verwendet, da diese eine insgesamt höhere Plausibilität aufweisen. 1 Bürgerliste Alfhausen2 Unabh. Wählergemeinschaft Alfhausen |                                                             |                                                             |                                                             |                                                             |                                                             |                                                             |                                                             |                                                             |                                                             |                                                             |                                                             |                                                             |                                                             |                                                             |                                                             |

### Bürgermeisterin
- Agnes Droste (CDU) seit 2016

Ehemalige Bürgermeister
- 2001–2016 Klaus Wübbolding (CDU)
- 1981–2001 Karl-Heinz Bittner (CDU)[29]
- 1976–1981 Heinz Göbel (CDU)[30]
- 1971–1976 Georg Schmidt (CDU)[31]

Ehemalige Bürgermeister der Altgemeinde Alfhausen
Bürgermeister der Altgemeinde Alfhausen bis zur Kommunalreform 1971.
- 1969–1971 Heinz Göbel (CDU)

### Gemeindepartnerschaft
- La Meignanne (Frankreich), seit 2002

Die Partnerschaft zwischen Alfhausen und La Meignanne entwickelte sich ab 1998 aus der Initiative des französischen Ortes, welche ein Partnergemeinde im Großraum Osnabrück suchte. Osnabrück hatte bereits seit 1964 eine Partnerschaft mit der Stadt Angers, in dessen Arrondissement La Meignanne liegt. Nach dem Knüpfen erster Kontakte wurden 2002 während der 1025-Jahr-Feier von Alfhausen die Partnerschaftsurkunden ausgetauscht.
Zum 1. Januar 2016 wurde La Meignanne mit La Membrolle-sur-Longuenée, Le Plessis-Macé und Pruillé zu einer Commune nouvelle mit dem Namen Longuenée-en-Anjou zusammengelegt, was aber die Partnerschaft nicht veränderte.

## Kultur und Sehenswürdigkeiten

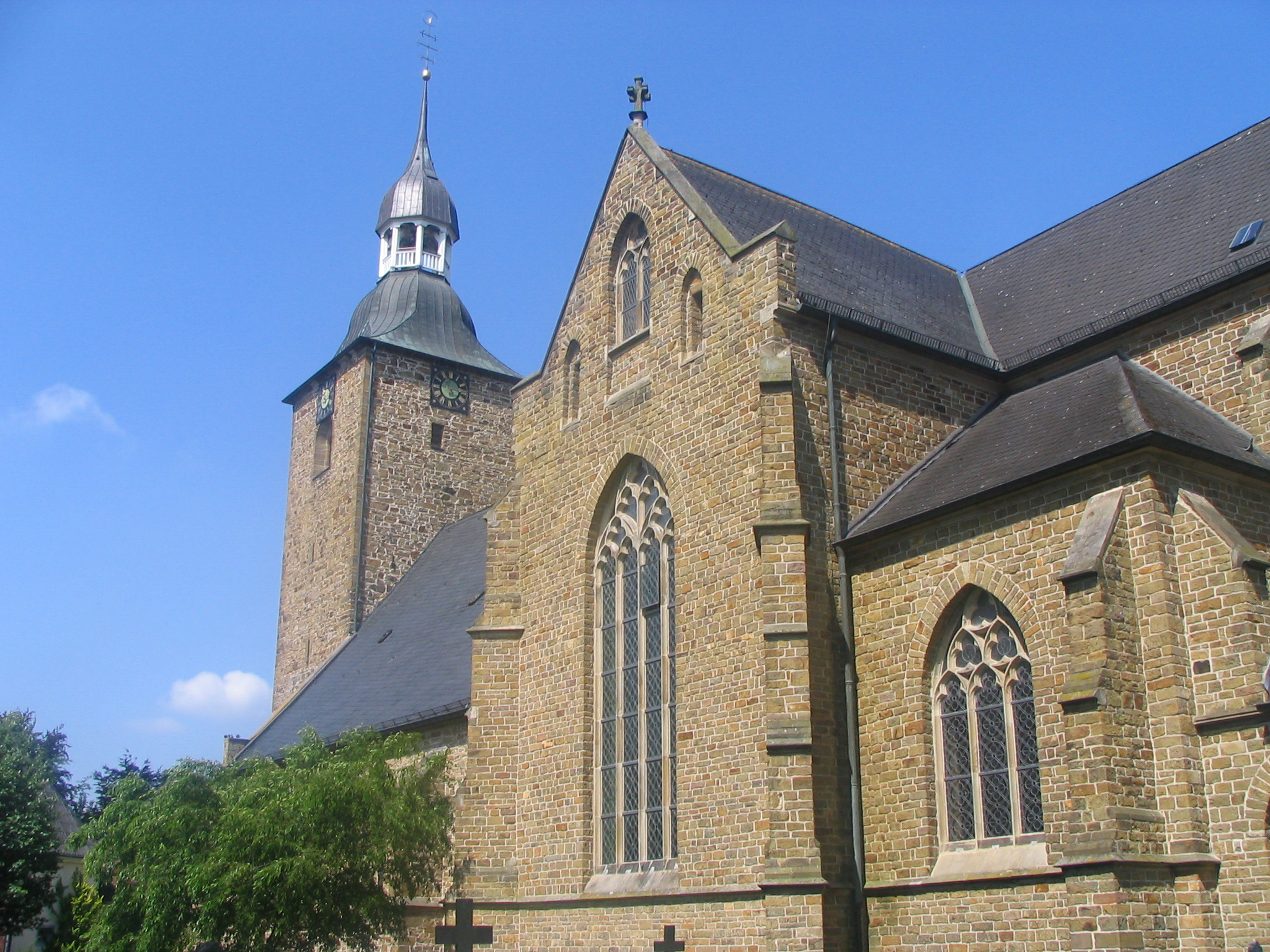
Johanneskirche in Alfhausen

### Musik
Alfhausen ist die Geburtsstätte zahlreicher Musikgruppen, unter anderem der Groovin’ Goblins.

### Bauwerke
Pfarrkirche St. Johannis
Die römisch-katholische Pfarrkirche St. Johannis aus dem 13. Jahrhundert ist eine der Hauptsehenswürdigkeiten des Ortes, mit ihrer Ausstattung aus teilweise gotischer Zeit, wie z. B. der Bentheimer Taufstein oder auch die Strahlenmadonna aus dem Jahre 1517.
Kirchhöfnerei

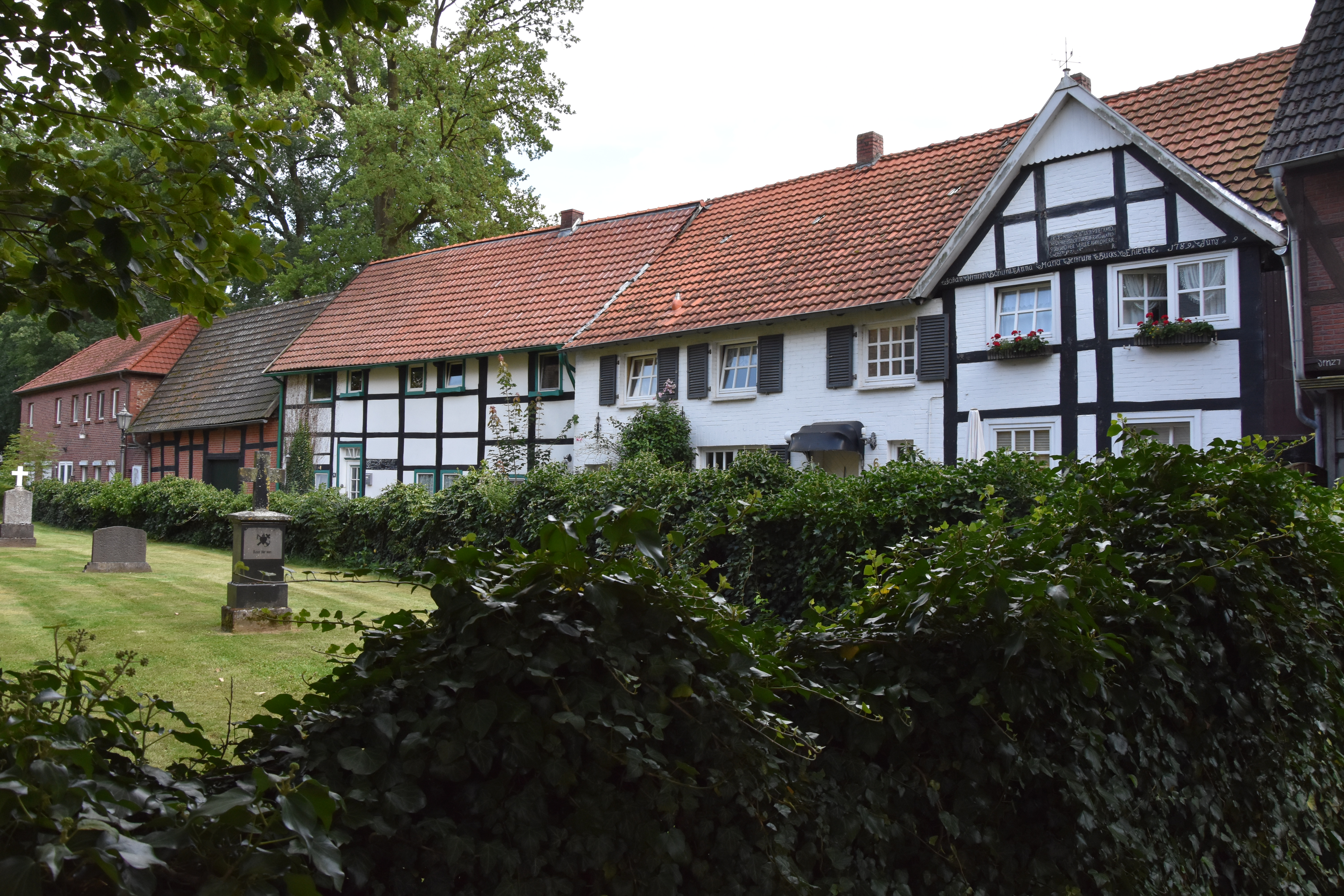
Die Kirchhöfnerei in Alfhausen

Südlich der Pfarrkirche St. Johannis gruppieren sich mehrere alte Fachwerkhäuser um den Rand des alten Friedhofes. Diese zunächst als Speicher angelegten Häuser sind bis heute bewohnt.
Alfsee

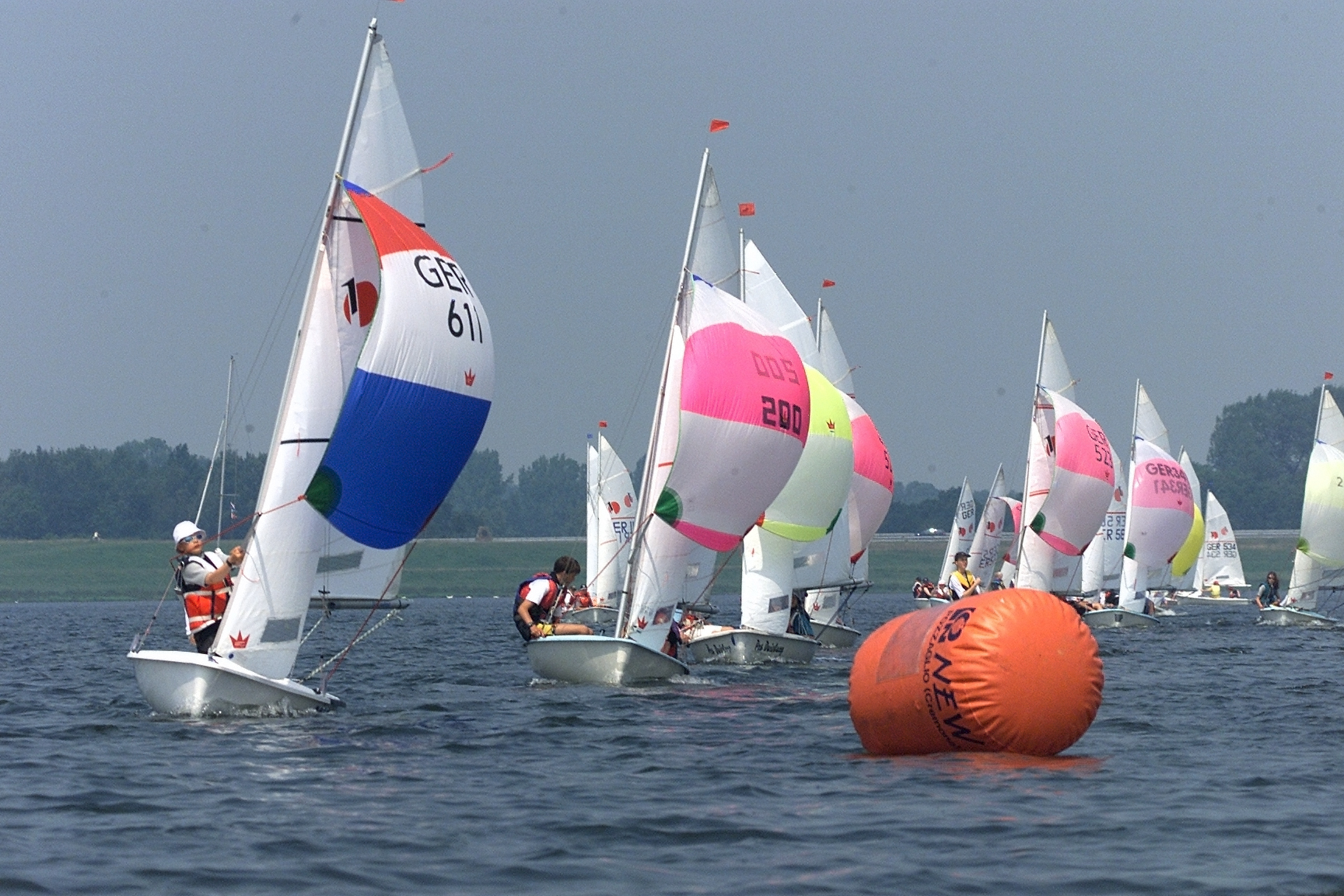
Boote auf dem Alfsee

Das Hochwasser-Rückhaltebecken Alfsee ist das bekannteste Bauwerk in der Gemeinde Alfhausen. Durch die Lage des Sees im Gemeindegebiet hat sich der Name Alfsee schnell eingebürgert. Dieser ab 1971 errichtete Stausee soll Überschwemmungen im Unterlauf der Hase verhindern. Vor Fertigstellung der Stauanlagen 1981/82 waren vor allem Quakenbrück, Haselünne und Meppen schon durch kleinere Hochwasser gefährdet, überschwemmt zu werden.
Ergänzt wurde der Alfsee später um das 1996 fertiggestellte Reservebecken, welches ein trockenes Hochwasser-Rückhaltebecken darstellt. Falls das Speichervolumen des Alfsees erschöpft ist, kann das Reservebecken geflutet werden und so weiteren Speicherraum bereitstellen. Der innere Beckenbereich ist ein Naturschutzgebiet und darf nicht betreten werden, jedoch ist ein Rundweg auf der Deichkrone angelegt, welcher einen guten Blick auf die Flächen im Becken ermöglicht.
Extreme Hasehochwasser wie im Frühjahr 1981, Oktober 1998 und August 2010 konnten so abgepuffert werden.
Als ein beliebtes Ausflugsziel hat der See in den letzten Jahren an großer Bedeutung gewonnen. Schon in der Bauphase des Sees wurde am Ostufer eine Ferienanlage angelegt. Diese wurde in den folgenden Jahren immer mehr ausgebaut und erweitert. Neben der bekannten Wasserskianlage gibt es noch zahlreiche weitere Attraktionen. Anders als der Alfsee und das Reservebecken, welche sich zum größten Teil auf Alfhauser Gemeindegebiet befindenden, liegen die Ferienanlagen hauptsächlich im Gebiet von Rieste.

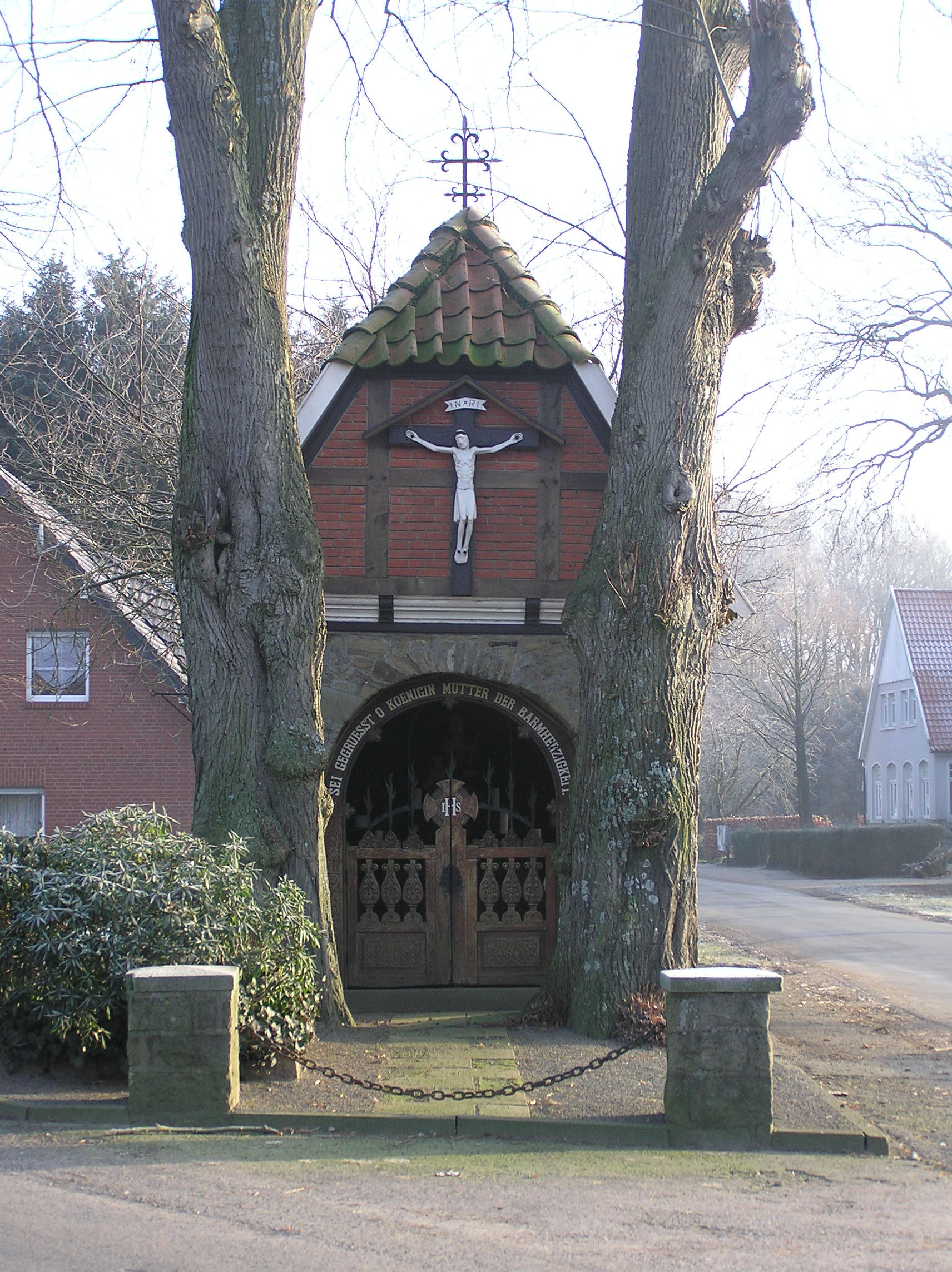
Heeker Klause
Im Mittelpunkt des Ortsteiles Heeke steht die Heeker Klause (erbaut 1818), die 1970 renoviert und eingeweiht wurde. Noch heute wird die Klause für Maiandachten und das jährliche Bittamt genutzt.

### Naturdenkmäler
Verschiedene steinzeitliche Gräber sind im Grenzgebiet zum Ort Ankum im Giersfeld zu besichtigen.

### Sport
In der Gemeinde werden verschiedene Sportarten angeboten: Fußball, Judo, Radsport, Volleyball, Sportschießen, Reiten, Angeln und seit einigen Jahren Darts.

## Öffentliche Einrichtungen

### Bildungseinrichtungen
Eine erste Schule in Alfhausen wird in einem Visitationsbericht 1655 erwähnt. Da die alte Schulchronik den Kämpfen 1945 zum Opfer gefallen ist, lässt sich ein älterer Nachweis nicht erbringen.
Die erste Schule an der Alten Schulstraße wurde 1841 errichtet und 1875/76 erweitert,
1913 wurde die alte Schule, welche ab 1965 die Feuerwehr und das Gemeindebüro aufnahm, bezogen.
Ein Neubau der Schulen am Bahnhofsesch erfolgte ab 1965.
Im Jahr 1992 wurde die Riester Hauptschule geschlossen und die Riester Hauptschüler in Alfhausen unterrichtet.
Aufgrund von sinkenden Schülerzahlen an den Hauptschulen ist im Sommer 2013 die Alfhausener Hauptschule Alfseeschule geschlossen worden.
Seither befindet sich nur noch die Grundschule vor Ort.

### Ehemalige Schulen
- Hauptschule Alfhausen (–2013)
- Heeker Schule (1820–1969)
- Thiener Schule (1860–1972)
- Rektoratsschule (1916–1936)
- landwirtschaftliche Berufsschule (1917–1964)

### Feuerwehr

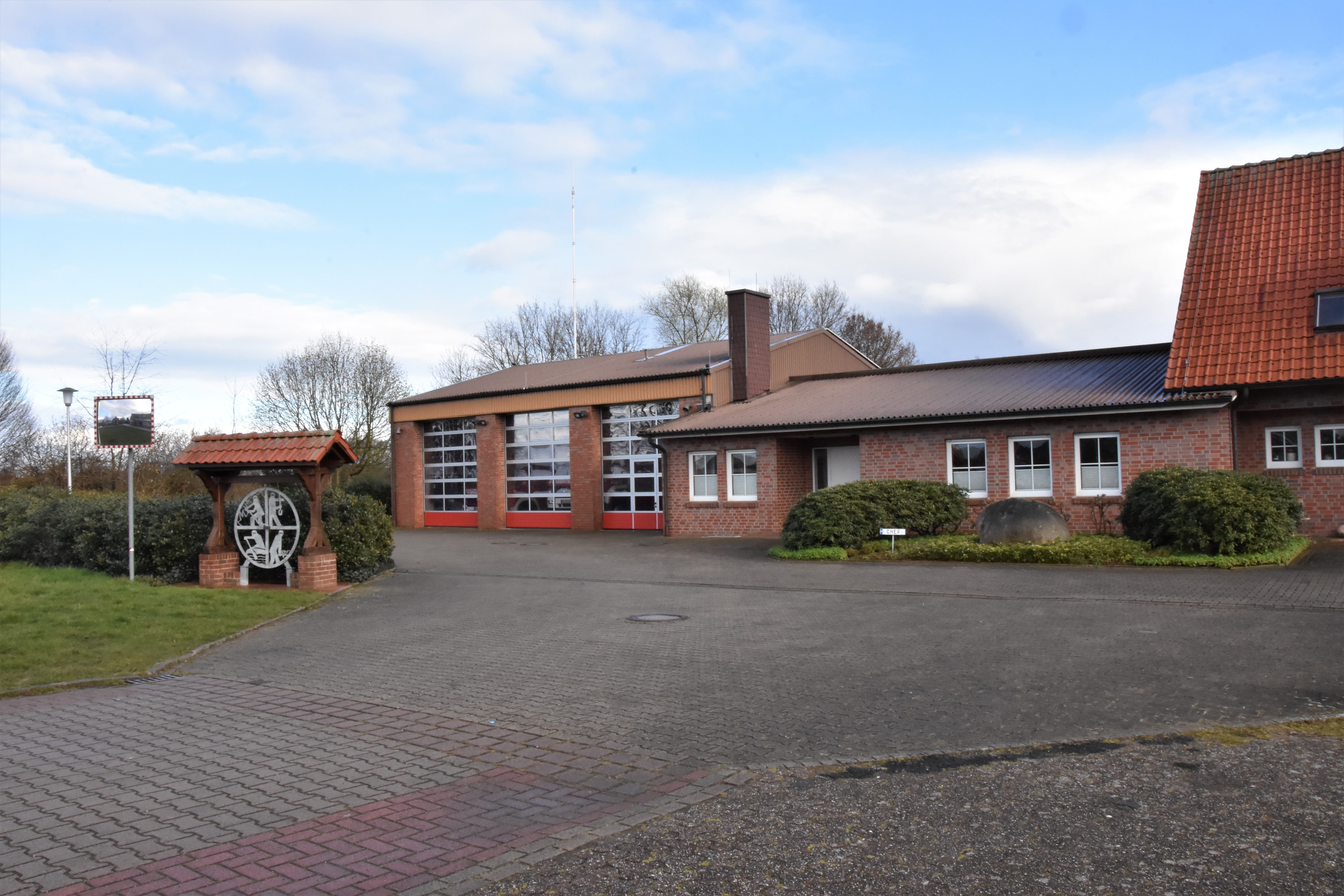
Freiwillige Feuerwehr Alfhausen

Die Freiwillige Feuerwehr Alfhausen wurde 1896 gegründet. Neben den normalen Aufgaben einer Feuerwehr wird in Alfhausen eine Wasserrettungs- und Tauchgruppe vorgehalten.

## Infrastruktur/Verkehr

### Eisenbahn

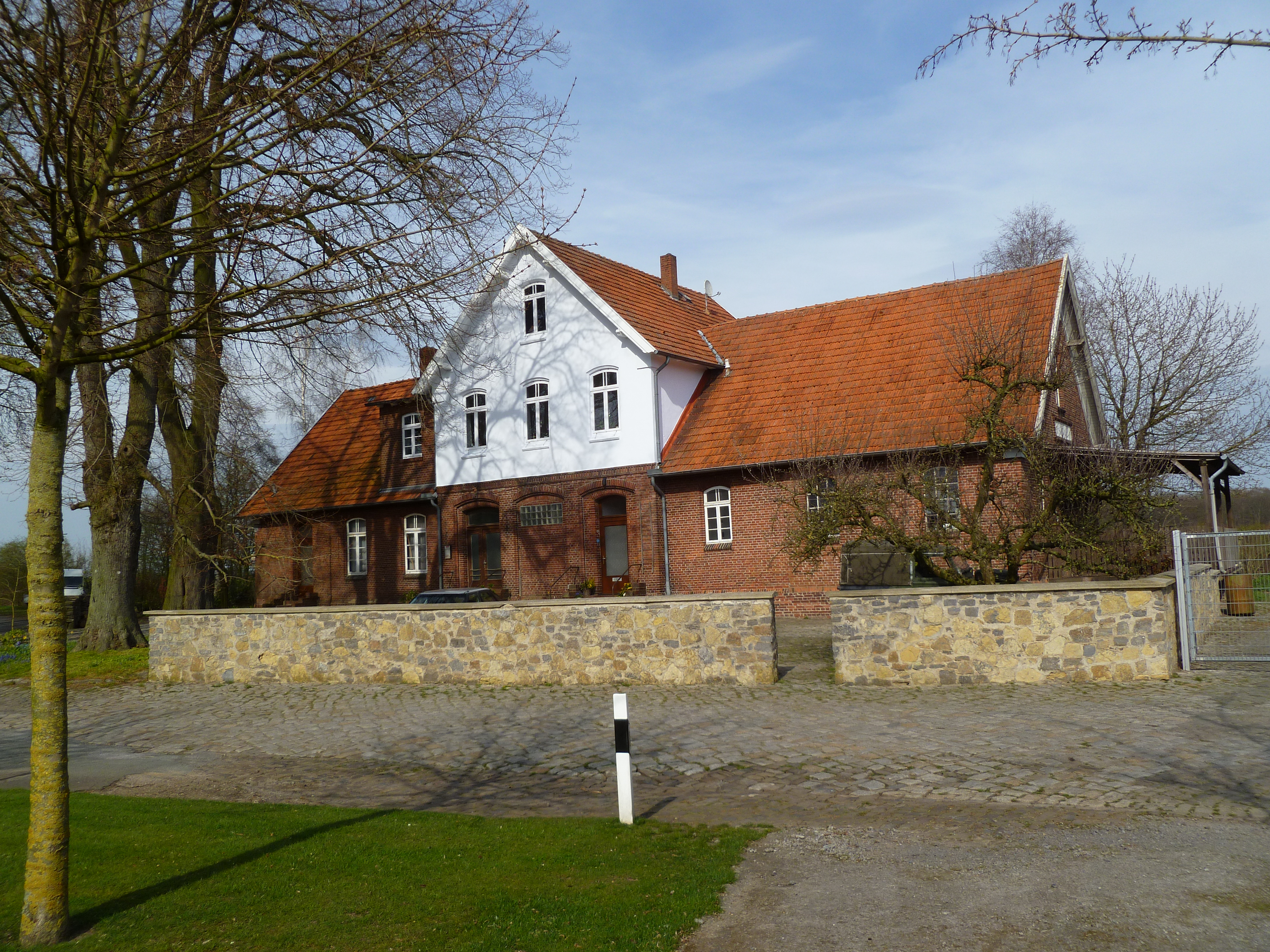
Bahnhofsgebäude Alfhausen

Nachdem der Bau der Bahnstrecke Oldenburg–Osnabrück am 30. Juni 1876 vollendet wurde, erreichte der erste Probezug zur Streckenabnahme am selben Tag Alfhausen. Die offizielle Eröffnung  erfolgte am 15. Oktober 1876. Der Bahnhof liegt am Streckenkilometer 82,28 und bestand aus zwei Haupt- und zwei Ladegleisen, die über fünf Weichen zu erreichen waren.
Seit Übernahme des Personennahverkehrs auf der Strecke am 5. November 2000 durch die NordWestBahn wird Alfhausen nicht mehr von Personenzügen bedient. Begründet wurde die Streichung des Haltes mit der Realisierung einer Fahrzeit von 90 Minuten zwischen Osnabrück und Oldenburg für den integralen Taktfahrplan.
Nach zahlreichen Forderungen wurde der Bahnhof Alfhausen 2015 von der niedersächsischen Landesregierung in die Liste der zu reaktivierenden Bahnhalte aufgenommen. Wenn die nötigen technischen Änderungen an der Bahnstrecke realisiert sind, soll Alfhausen wieder im SPNV bedient werden.
Die nächsten Bahnhöfe sind derzeit Bersenbrück im Norden (Verbindung mit dem RE 18 nach Oldenburg und Wilhelmshaven), Bramsche (RE 18 und RB 58 in Richtung Osnabrück) und Bramsche-Hesepe (RB 58 Osnabrück–Vechta–Bremen) im Süden. Der Haltepunkt in Rieste an der Bahnstrecke Delmenhorst–Hesepe (RB 58) ist etwa 6 km entfernt.

### Straße
Durch den Ortskern führt die Bundesstraße 68, welche einer der Hauptverbindungswege zwischen Osnabrück und Oldenburg darstellt.
Durch die naheliegende A 1 – Hansalinie – Abfahrt Osnabrück-Nord, Neuenkirchen-Vörden bzw. Holdorf ist Alfhausen per PKW zu erreichen.
Es gibt Busverbindungen der Verkehrsgemeinschaft Osnabrück von Alfhausen nach Rieste und Bersenbrück.

## Sonstiges
Durch die Popularität der Fernsehfigur Alf wurden während der 1980er und -90er Jahre häufig die Ortsschilder von Alfhausen gestohlen.

## Persönlichkeiten
- Hermann Auf der Heide (* 1932; † 14. März 2003), Bildhauer
- Susanne Tunn (* 1958 in Detmold), Bildhauerin, hatte von 1991 bis 2014 ihr Atelier im Bahnhofsgebäude von Alfhausen.